# 洛阳市第三中学
洛阳市第三中学是河南省洛阳市一所直属重点中学，河南省示范性普通高中。

## 概况
洛阳市第三中学位于洛阳市西工区中州中路211号，地处洛阳市政治、经济、文化中心，共一个校区，建校于1955年。

### 设施
学校占地面积47400平方米，现共有教学班40个，在校生2000余名。校内设有教学楼、体育馆、实验楼、图书馆、阅览室、学生食堂、学生公寓、塑料跑道操场。

### 师资力量
目前该校专任教师128人，高级教师38人，特级教师2人，国家、省、市级骨干教师11人，省学术技术带头人4人，洛阳市优秀专家2人，市级名师4人，洛阳市教研室兼职教研员5人，12人获硕士学位，35人研究生毕业或结业。

## 曾获荣誉
- 2003年，首批洛阳市级示范性普通高中。
- 2005年，中国人民解放军空军命名洛阳市第三中学为“飞行学员早期培训基地”。
- 2006年，河南省示范性普通高中